# Велика Неклинівка
Велика Неклинівка — село, адміністративний центр Великонеклинівського сільського поселення Неклинівського району Ростовської області.
Населення - 1012 осіб (2010 рік).

## Історія
Раніше село називалося Неклиновським. З перейменуванням сусідньої Євдокієвки на Малу Неклинівку, село стало Великою Неклинівкою.

## Географія
Село Велика Неклинівка розташоване над балкою Неклинівка при її впаданні до Неклинівської протоки річки Міус. Навпроти, зі східної сторони Міуса розташовано Неклинівський районний центр Покровське.

### Вулиці
| - пров. Гірський, - пров. Малий, - пров. Мирний, - пров. Пам'ятний, - пров. Сонячний, - пров. Спортивний, - пров. Цибулі, | - вул. Молодіжна, - вул. Будівельна, - вул. Шкільна. |